# Justin Dumais
Justin William Bek Dumais (* 13. August 1978 in Oxnard, Ventura County) ist ein ehemaliger US-amerikanischer Wasserspringer. Er startete für das Woodlands Diving Team in den Disziplinen Kunstspringen vom 1-m- und 3-m-Brett sowie im 3-m-Synchronspringen. Er nahm an den Olympischen Sommerspielen 2004 in Athen teil und wurde zusammen mit seinem Bruder Troy Dumais Sechster im 3-m-Synchronspringen.
Dumais’ größter Erfolg war der Gewinn der Bronzemedaille mit seinem Bruder Troy im 3-m-Synchronspringen bei den Weltmeisterschaften 2005 in Montreal. Bei den Panamerikanischen Spielen 2003 in Santo Domingo gewann das Duo zuvor ebenfalls Bronze.
Nach dem Ende seiner aktiven Laufbahn 2005 startete er eine Karriere bei der United States Air Force.